# Коксу (Коксуский район)
Коксу (каз. Көксу) — станция в Коксуском районе Жетысуской области Казахстана. Административный центр Муканшинского сельского округа. Находится на реке Биже примерно в 26 км к северо-западу от посёлка Балпык-Би. Код КАТО — 194849100.

## Население
В 1999 году население станции составляло 2121 человек (1042 мужчины и 1079 женщин). По данным переписи 2009 года в населённом пункте проживало 2007 человек (1022 мужчины и 985 женщин).

## Инфраструктура
С 1977 по 1997 годы село являлось центром свекловодческого хозяйства «Муканты». С 1997 года на его основе были созданы ТОО и мелкие частные хозяйства.